# Dama en el baño
La Dama en el baño o Dama bañándose (en francés: Dame au bain) es una pintura al óleo sobre tabla del artista francés François Clouet, creada en 1571. La obra mide 92,3 por 81,2 cm. Se encuentra en la Galería Nacional de Arte de Washington y es una de las dos o tres únicas pinturas firmadas por Clouet.
Existen varias réplicas de la obra, entre ellas una en el Museo del Prado de Madrid  y otra en el museo del castillo de Chantilly. 

## Descripción
François Clouet fue un pintor de la corte de los reyes franceses Francisco I, Enrique II y Carlos IX. En este su cuadro más famoso representa en primer plano a una mujer desnuda a excepción de sus joyas, bañándose. La bañista se sienta en una bañera de madera cubierta con una sábana blanca y coronada por cortinas de color carmesí. Las cortinas entreabiertas de manera teatral invitan al espectador a "echar un vistazo" al entorno íntimo de la dama. Con su mano izquierda aparta la sábana blanca del borde de la tina, dejando al descubierto la firma del artista (FR IANETII OPVS), mientras que su mano derecha sostiene un clavel y reposa sobre una tabla puesta a lo ancho sobre el recipiente de baño cubierta también con tela blanca, sobre la que hay un frutero, presentado como una naturaleza muerta. Detrás de ella, un niño se acerca; el pequeño paje extiende la mano para coger unas uvas de este cuenco. Detrás, en el plano medio, hay una nodriza amamantando a un bebé, cuyo rostro tosco y piel bronceada contrastan con los finos rasgos y suave piel blanca de su señora, y al fondo de la palaciega estancia, una sirvienta junto a la chimenea encendida que lleva una olla de agua caliente para añadir a la bañera. Detrás del ama de cría hay una ventana que da a un árbol, mientras que en la pared junto a la chimenea hay un tapiz bordado de un unicornio heráldico.
Este cuadro tuvo especial éxito en la corte francesa, ya que generó una auténtica moda por las "damas en el baño" en un entorno doméstico, desnudas de medio cuerpo a menudo en una bañera o ante el tocador y en compañía de una sirvienta.  El cuadro Gabrielle d'Estrées y una de sus hermanas presenta una escena similar, con dos mujeres en una bañera rodeadas de una cortina carmesí y una sirvienta al fondo, representada cosiendo un vestido. Una variante de esta obra, actualmente en el Louvre, sustituye a la costurera por la misma nodriza de la obra de Clouet y reintroduce también a la sirvienta con la olla. La copia conservada en el Museo Condé de Chantilly muestra una dama diferente del cuadro original y la tradición la identifica con Gabrielle de Estrées.

## Análisis

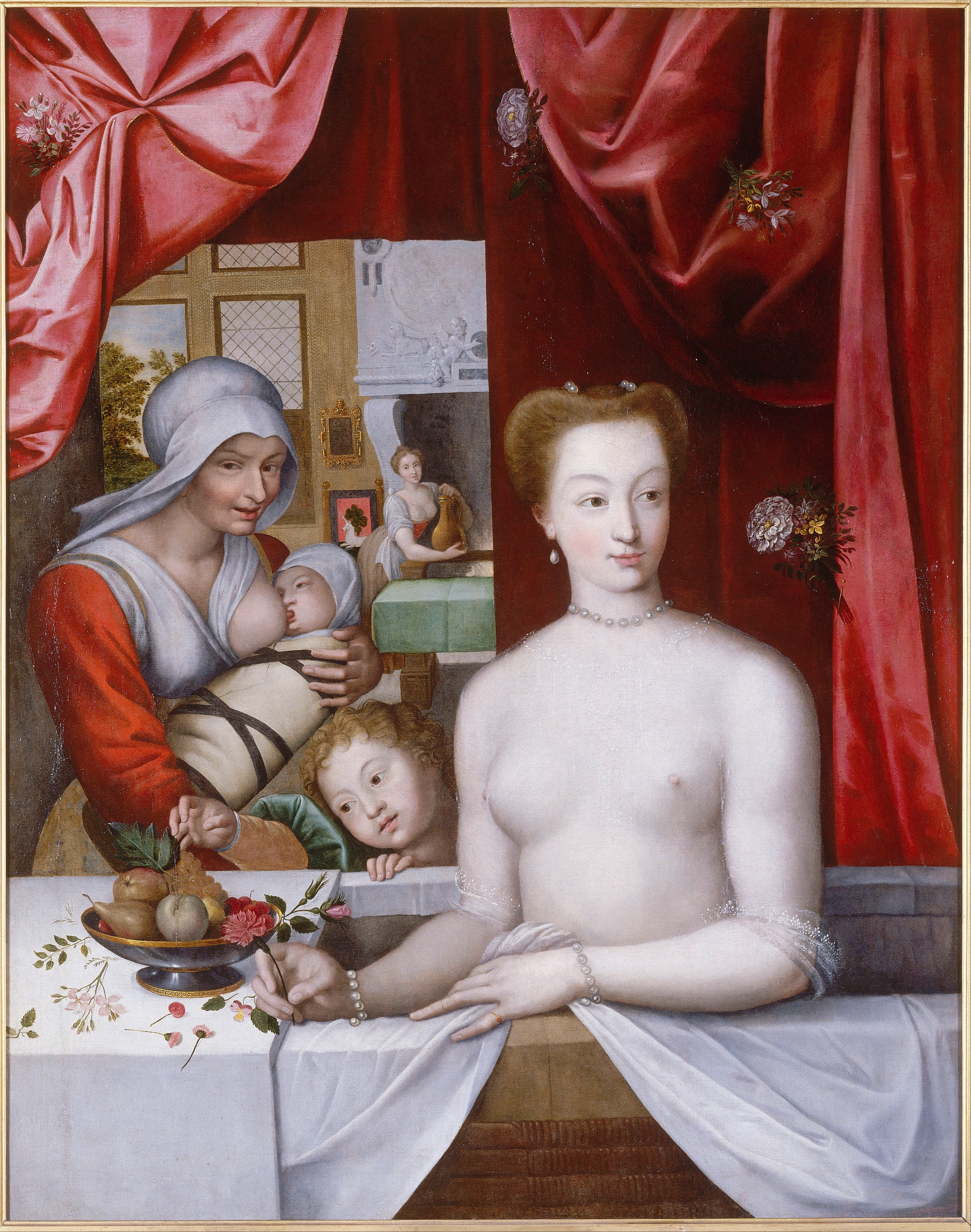
La copia del Museo Condé.

Se desconoce la identidad de la bañista adolescente. Es probable que haya sido Diana de Poitiers, la amante del rey Enrique II de Francia. El erudito Roger Trinquet planteó la hipótesis en 1966 de que la  joven sea María, reina de Escocia. El rostro de la mujer se parece a otros retratos de María, particularmente al dibujo de Clouet de María de luto. Trinquet creía que la pintura pretendía ser una sátira para un mecenas hugonote.
También se cree que la pintura se inspiró al menos en parte en un dibujo de la escuela de Leonardo conocida como la Mona Lisa desnuda. Según los estudiosos, la dama ha dado a luz recientemente y se está dando el primer baño tras el parto.  Según la Galería Nacional Vasintoniana, la simetría del rostro, similar a la de una máscara, dificulta su identificación exacta. Además, el contraste entre la figura pintada uniformemente y los detalles más superficiales de las frutas, las joyas y los tejidos deriva de la unión de las influencias del arte flamenco y del arte italiano que caracterizaron el arte de la corte francesa a finales del siglo XVI.